# Bobotovo Groblje
Bobotovo Groblje este un sat din comuna Nikšić, Muntenegru. Conform datelor de la recensământul din 2003, localitatea are 74 de locuitori (la recensământul din 1991 erau 84 de locuitori).

## Demografie
În satul Bobotovo Groblje locuiesc 56 de persoane adulte, iar vârsta medie a populației este de 40,3 de ani (37,4 la bărbați și 43,3 la femei). În localitate sunt 16 gospodării, iar numărul mediu de membri în gospodărie este de 4,63.
Această localitate este populată majoritar de sârbi (conform recensământului din 2003).
|  |

| Demografie | Demografie | Demografie |
| An         | Locuitori  | Locuitori  |
| ---------- | ---------- | ---------- |
|            |            |            |
|            |            |            |
|            |            |            |
|            |            |            |
| 1948       | 120        |            |
| 1953       | 148        |            |
| 1961       | 153        |            |
| 1971       | 113        |            |
| 1981       | 80         |            |
| 1991       | 84         | 83         |
| 2003       | 84         | 74         |

| \| Componența etnică conform recensământului din 2003[2] \| Componența etnică conform recensământului din 2003[2] \| Componența etnică conform recensământului din 2003[2] \| Componența etnică conform recensământului din 2003[2] \| Componența etnică conform recensământului din 2003[2] \| \| ----------------------------------------------------- \| ----------------------------------------------------- \| ----------------------------------------------------- \| ----------------------------------------------------- \| ----------------------------------------------------- \| \| \| \| \| \| \| \| Sârbi \| Sârbi \| \| 56 \| 75,67% \| \| Muntenegreni \| Muntenegreni \| \| 16 \| 21,62% \| \| necunoscută \| necunoscută \| \| 0 \| 0% \| |              |  |    |        |
| Componența etnică conform recensământului din 2003 |              |  |    |        |
| |              |  |    |        |
| Sârbi | Sârbi        |  | 56 | 75,67% |
| Muntenegreni | Muntenegreni |  | 16 | 21,62% |
| necunoscută | necunoscută  |  | 0  | 0%     |